# The Straight Dope

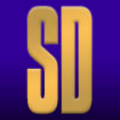
Logo The Straight Dope

«The Straight Dope» —que podría traducirse libremente como «la pura verdad»— es una popular columna de periódico que se publica en The Chicago Reader y, en 2013, en otros ocho periódicos de Estados Unidos, desde hace más de tres décadas. Asimismo todas las columnas se archivan y están disponibles en la página web. En esta columna «la persona más sabia del mundo», Cecil Adams, responde, con tono ingenioso, a las curiosas preguntas enviadas por la gente. Así, al contestar a preguntas sobre, p. ej. etimología, una típica respuesta, tras analizar las distintas posibilidades, afirmará que la probabilidad de que una supuesta explicación etimológica sea verdadera es inversamente proporcional a su carácter apelativo.
En 1995, Adams fue descrito como «posiblemente el bibliotecario más importante del mundo» por American Libraries, la revista de la American Library Association, es conocido por contestar a todo tipo de consultas, por muy de mal gusto o triviales que pueden resultar.
En 2004, el sitio web fue incluido, junto con, p. ej., los de AskOxford.com, de Oxford University Press, y NationalGeographic,com, de la National Geographic Society, entre los mejores sitios de consulta en línea gratuitos.

## Prensa
El nombre de la columna proviene de un idiotismo americano que significa algo así como «la pura verdad». La columna trata temas muy diversos, como la historia, la ciencia, las leyendas urbanas, las supersticiones y los inventos. La columna aparece bajo el siguiente eslogan: «Luchando contra la ignorancia desde 1973 (está costando más de lo que pensábamos)». Fue publicada por primera por Reader en 1973, aunque actualmente la columna es escrita por Cecil Adams (seudónimo) e ilustrada por Slug Signorino.

## Libros
Hasta la fecha, Adams ha publicado cinco recopilaciones de sus columnas, y su «asistente» Ed Zotti ha publicado un recopilación para niños, titulada Know It All, similar a las de Adams. Además Adams ha publicado material de la columna en otros libros. 

## Televisión
En 1996, la cadena A&E Network retransmitió durante un breve periodo de tiempo un programa basado en la columna «The Straight Dope», que era organizado y presentado por el cómico Mike Lukas.